# Porsche
A Porsche AG, vagy teljes nevén Dr. Ing. h.c. F. Porsche Aktiengesellschaft német autógyártó cég, amit 1931-ben Ferdinand Porsche alapított Stuttgartban műszaki tervezőirodaként. A vállalat társasági formája az alapítás óta többször megváltozott, 1931-től 1937-ig Dr. Ing. h.c. F. Porsche GmbH néven, 1937-től 1972-ig Dr. Ing. h.c. F. Porsche KG néven működött, majd 1972-ben vált részvénytársasággá Dr. Ing. h.c. F. Porsche AG néven.
A vállalat főhadiszállása Zuffenhausenben, Stuttgart külvárosi részében található. Itt jelenleg 911-et, Boxstert, Caymant gyártanak a Cayenne a Volkswagen AG dévényújfalui gyárában, míg a Macan a lipcsei Porsche gyárban készül.

## A Porsche gyártásának története

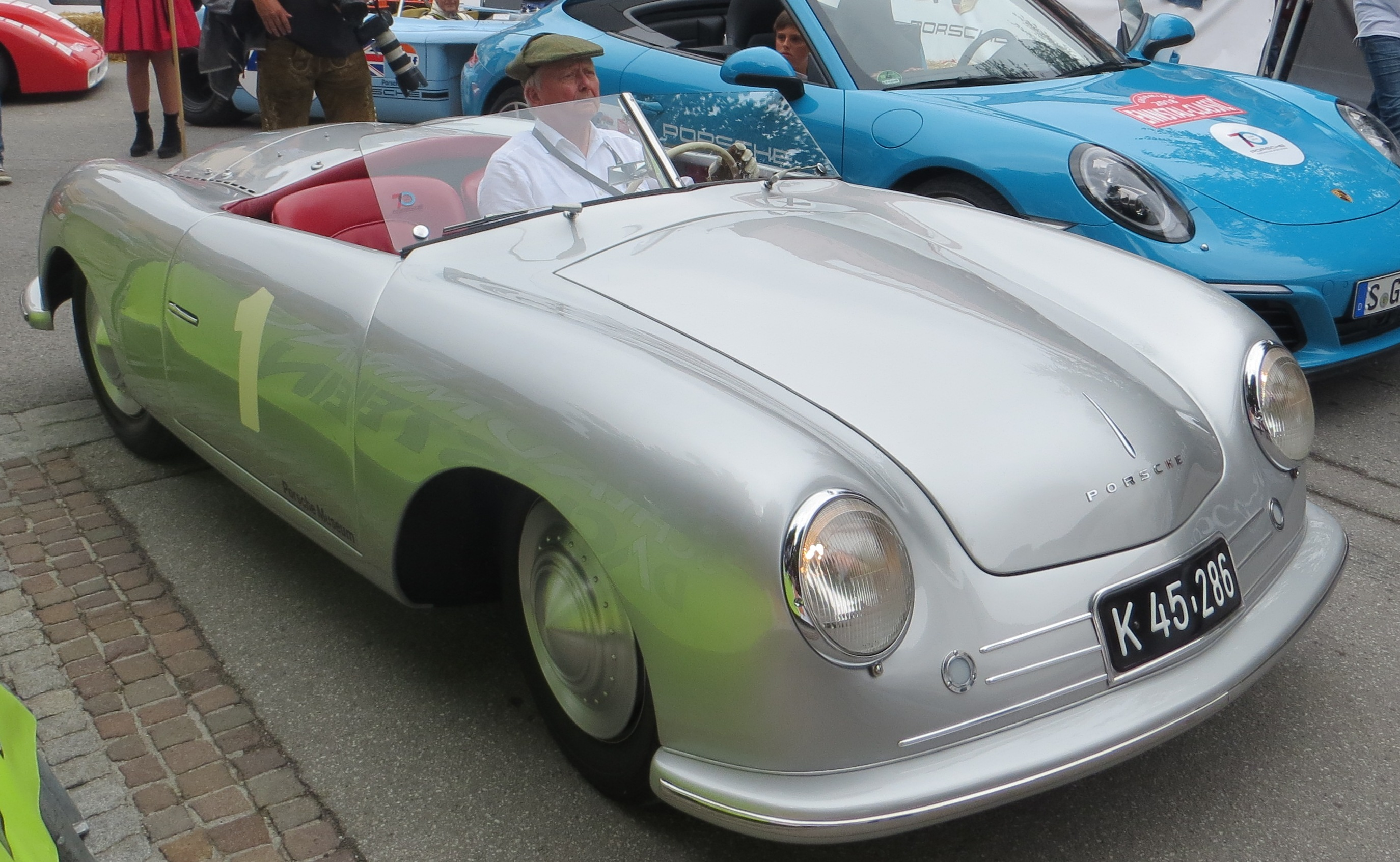
A valaha gyártott legelső Porsche nevet viselő gépkocsi. 1948-ban, június 8-án készült el, prototípusként a gmündi Porsche gyárban, kormány mögött Wolfgang Porsche

„Egyesült Vas- és Acélművek”, így nevezte Ferry Porsche és mintegy 200 dolgozója a Gmündben (Karintia) található egykori fűrészüzem fabarakkjait, ahova a II. világháború alatt (1944) apa és fia a Dr. Ing. h.c. F. Porsche KG céget Stuttgart-Zuffenhausenből átköltöztette. Itt készült el 1948-ban az első Porsche, az 1. számú 356-os modell. A Porsche 356-ból 52 darabot állítottak össze Gmündben. 1949 nyarán egy tucat Porsche alkalmazott elkezdte a gyártás visszaköltöztetését Stuttgart-Zuffenhausenbe, a Reutter céghez albérletbe. Zuffenhausenban aztán tovább folytatódott a Porsche sikertörténete. 1950 elején elindult a Porsche 356 sorozatgyártása. Az év végéig 400 autót sikerült elkészíteni. A Porsche gyártása folyamatosan bővült. A Porsche 911 1963-as bevezetése mérföldkövet jelentett a Porsche fejlődésében.
1969 májusában a Schwieberdinger utcában lévő új, többszintes szerelőüzemmel jelentősen megnőtt az üzem területe. Ez 1988-ban tovább bővült a szerelőcsarnokkal szemben található karosszériagyártó üzem épületével.
A gyártástechnológiában is történtek változások az elmúlt 50 év során. A kézzel végzett sorozatgyártás helyét időközben egy korszerű és flexibilis gyár vette át. A német hetilap, a „Produktion” és a vezetési tanácsadó cég, az A. T. Kearney által adományozott „Év gyára, 1996” kitüntetést a zuffenhauseni gyár a kemény munka és az elkötelezettség elismeréseként kapta.
Ferry Porsche a cégénél, amely a II. világháború ideje alatt Stuttgart-Zuffenhausenból az ausztriai Gmündbe (Karintia) költözött át, 1947-ben a megbízható munkatársai segítségével egy olyan sportautó építésébe kezdett, ami – saját szavaival élve – neki magának is tetszene. A kiindulási pontot az apja által kifejlesztett Volkswagen Bogár jelentette. Gmündben összesen 52 darabot készítettek a 356-os modellből (az 1. számút nem számítva), az összes többit 1950 után, Zuffenhausenban gyártották. Kezdetben a Porsche tervező és adminisztrációs részlegeit a Schwieberdinger utca 147. szám alatti két fabarakkban helyezték el. A karosszériák gyártását és az autók összeszerelését a Reutter karosszériaüzem tulajdonát képező épületben végezték, az utca túloldalán. A Porsche eredeti üzemrészeit, a mai I. gyáregységet, a háború után lefoglalták az amerikaiak, és azokat egészen 1956-ig nem lehetett újra használni.
A Porsche számára újabb mérföldkövet jelentett a motorok és autók összeszerelésének céljait szolgáló új épület felépítése 1953-ban. 1964-ben, röviddel a Porsche 911 bemutatása után, a Porsche átvette a Reutter gyárépületeit a karosszériagyártással együtt. A következő fontos lépést a háromszintes szerelőcsarnok (41-es épület) elkészülte jelentette 1969-ben, ami lehetővé tette a gyártókapacitás növelését. 1982-ben megkezdte működését az automatizált, magaspolcos raktár. Az új fényezőműhely 1986. tavaszi és a karosszériaüzem (V. Üzem) 1988-as elkészültével kialakult a jelenlegi épületstruktúra.

### Karosszéria

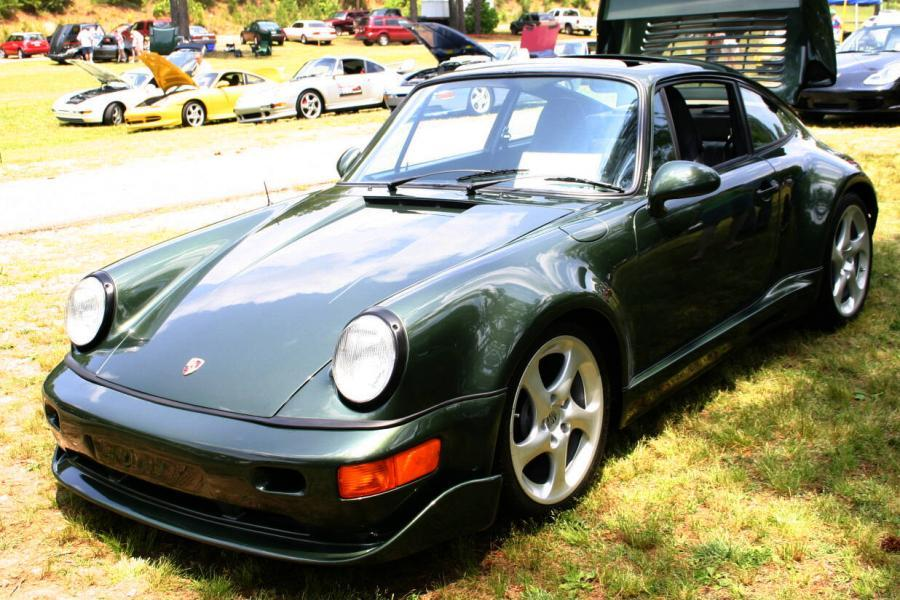
1976 Porsche 911 Turbo Type 930

A Porsche 356 modell karosszériáját kézzel készítették a Reutter karosszériaüzemben. Magát a karosszériaburkolatot a több részből összehegesztett alvázkeretre rögzítették rá. Az illesztéseket lágyforrasszal töltötték ki, ami igen fárasztó és időigényes eljárás volt, majd lecsiszolták. 1965-ben befejeződött a Porsche 356 gyártása. A végén már napi 25 karosszéria elkészítésénél tartottak.
1964-ben, a Porsche 911 modell bevezetésével, a Porsche szakított az addigi gyártási módszerekkel. Ettől kezdve a különböző szerkezeti egységeket előre összeszerelték, majd azok összehegesztésével vagy összecsavarozásával készült el a karosszéria.
1973-ban a Porsche volt az első az autógyártásban, amely galvanizált fémlemez paneleket hegesztett a karosszériára. Ez mérföldkövet jelentett az autó korrózióvédelme szempontjából.
A Porschénál üzembe állított első robot egy hegesztőrobot volt, mely a 911 modell hátsó futóművének kereszttartó csövén dolgozott. 1988 új korszakot nyitott a karosszériagyártás terén. Átadták az újonnan épített karosszériaüzemet, ahol az induláskor 15 robotot használtak. 1989 júliusában hagyta el az utolsó 911-es karosszéria a régi Reutter épületet.
A legújabb autógeneráció elindításával jelentősen megnőtt az automatizálás szintje, miközben a flexibilitás változatlan maradt. A gyártás modell-mix rendszerben történik, így a Boxster és a 911 modellek bármilyen sorrendben legyárthatók.

### Fényezés

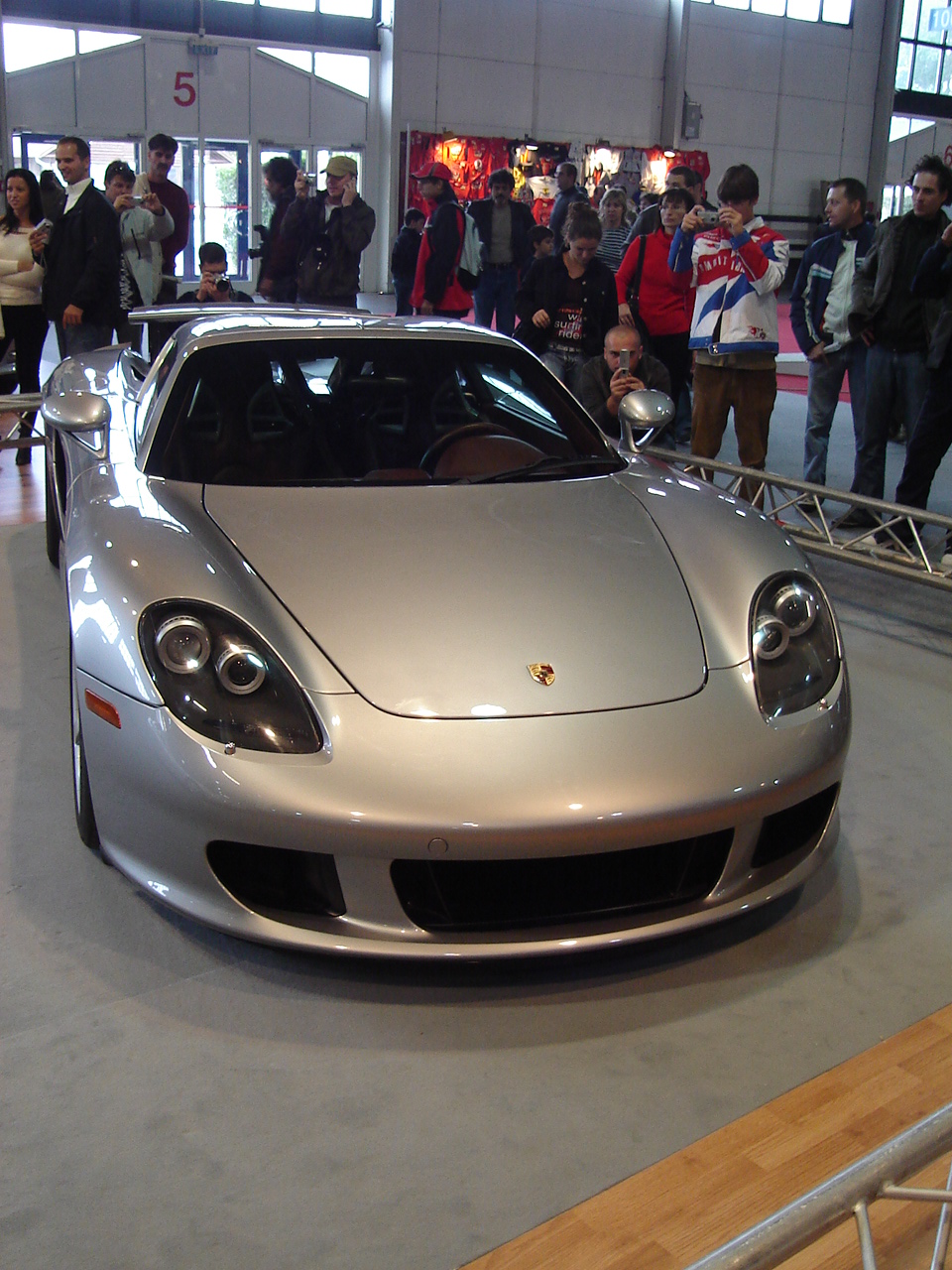
Porsche Carrera GT

A Porsche autók fényezése a karosszéria íveltsége miatt már a kezdetektől fogva magas szintű szakmai tudást és óriási tapasztalatot igényelt. A gyártás növekedésével párhuzamosan, idővel újabb műhelyek váltak szükségessé, aminek köszönhetően 1969-ben új épületet emeltek, ez lett azután a fényezőműhely, vagyis a 40-es épület. 1975-ben a Porsche első gyártóként az egész karosszériát tűzihorganyzott acélból készítette el, ez jelentős mértékben javította a korrózióval szembeni védelmet. 1980-tól a Porsche 928-nál alkalmazni kezdték az alumínium részek (első csomagtértető, sárvédő és ajtók) fényezését.
1986 februárjában megkezdte működését az új karosszériafényező-műhely (40A épület), ahol bevezették a katódos merítőalapozási eljárást (KTL), és amely 1986 júliusától kezdett teljes kapacitással dolgozni. A régi fényezőműhelyt 1992-ig a műanyag kiegészítő alkatrészek festésére használták.
Az új fényezőműhely több területen is javulást eredményezett:
- A korrózióvédelem javulása a katódos merítőalapozási eljárásnak köszönhetően.
- Az oldószer-kibocsátás korlátozása a levegőtisztító-berendezésnek köszönhető.
- Robotok alkalmazása az alvázvédelmi feladatoknál.
- A lehetséges napi darabszám 140 karosszériára való növelése.
- Hővisszanyerés a keresztáramú hőcserélőnek köszönhetően.

1993 és 1995 között tovább növekedett az automatizálás szintje. A tömítési munkákhoz használt robotok hozzájárultak a hatékonyság növeléséhez, és egyben a munkahelyek humanizálásához. Különösen a környezetvédelemnek nőtt meg a jelentősége. 1992-től a Porsche áttért a vízbázisú festékek alkalmazására. 1997 óta a használt töltőréteg is vízbázisú.
A Porsche 1995-ben bevezette az oldószer-kibocsátás folyamatos ellenőrzését, és közjogi szerződést kötött Stuttgart városával a károsanyag- és a zajkibocsátás határértékeinek hosszú távú szabályozásáról.

### Motorgyártás

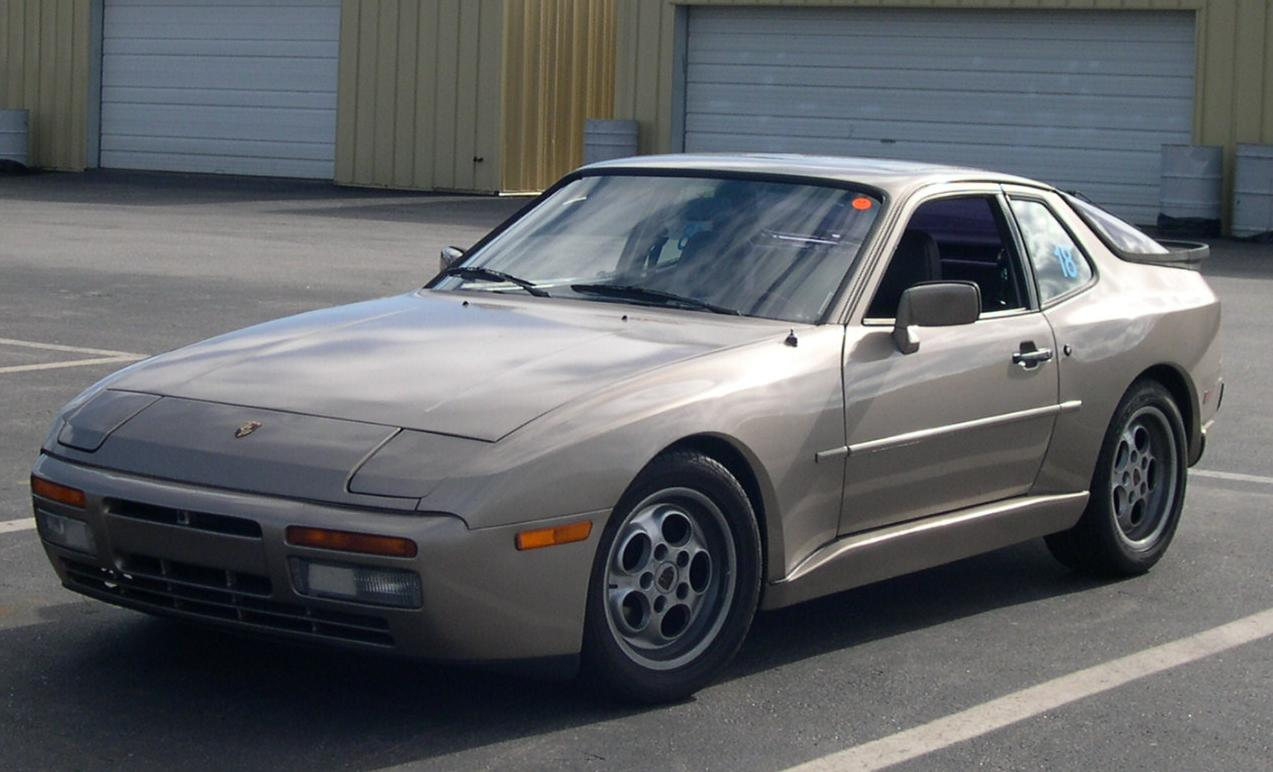
1986-os Porsche 944

A motorgyártás 1948-ban Gmündben (Karintia) a Porsche 356 számára készült négyhengeres boxermotorral kezdődött, ami egy továbbfejlesztett VW motor volt. Nem sokkal azután, hogy a Porsche cég 1950-ben visszatért Stuttgart-Zuffenhausenba, a motorgyártás 1953-ban átköltözött a külön erre a célra épített saját épületbe, a II. gyáregységbe.
1963-ban, a Porsche 911 bevezetésével elkezdődött az új hathengeres, karburátoros boxermotor első változatának gyártása. Ez volt az első motor a Porsche történelmében, amelyet szerelőszalagon állítottak össze. A termékkör bővítésével (1974: Porsche Turbo, 1977: Porsche 928, 1978: Porsche 924 Turbo stb.) szükségessé vált egy párhuzamos szerelősor. A műszaki innovációk, mint például a sűrítettlevegős és elektromos csavarozórendszer, fokozatosan hozzájárultak a gyártási folyamatok tökéletesítéséhez.
1985-ben a Porsche 924 S/944 modellek iránt megnőtt kereslet jelentős növekedést idézett elő a gyártási mennyiségben. Ettől az időponttól kezdve – rövid megszakításoktól eltekintve – két műszakban folyik a motorok összeszerelése.
Az 1993-as év újabb mérföldkövet jelentett. Az alapjaiban átdolgozott 911 modell (fejlesztési szám: 993) gyártásának elindításával a motorgyártás átkerült egy folyamatosan mozgó szerelőszalagra.
A motor próbapadon végzett próbajáratása (meleg- vagy hidegteszt) a motorgyártás változatlan jellemzője maradt az évek során. Az eddig készült összes Porsche motor átesett ezen a megbízható eljáráson.

### Kárpitozás
A kárpitosműhely eredetileg a Reutter cég karosszériaüzemének közvetlen szomszédságában működött. Itt készültek a Porsche 356 számára az első és hátsó ülések, a lehajtható vászontető, valamint a belső kárpitozás. A Porsche 356 sorozat kifutásával az ülések gyártását átadták a Recaro cégnek. Minthogy ettől kezdve a Porsche 911-et kizárólag kupé formában gyártották, a lehajtható vászontetők gyártását is beszüntették. 1969-ben a kárpitos részleg átkerült az újonnan épített összeszerelő üzembe. Azóta a kárpitozásnál a bőr egyre nagyobb arányú felhasználása figyelhető meg, és ez a tendencia a napjainkban is folytatódik.
Az autógyártási kapacitás bővülése szükségessé tette, hogy a kárpitosműhelyt áttelepítsék a korábban a motorok összeszerelésére használt épületbe. 1982 után a kárpitozással foglalkozó összes területet egy helyre vonták össze, és a magaspolcos raktár épületében helyezték el.
A 911 Cabriolet és a Targa modellek számára újra elkezdték a lehajtható vászontetők gyártását. Ezt azonban a Porsche Boxster 1996-os bevezetésekor részben, majd 1997-ben, az új Porsche 911 megérkezésekor teljes egészében átadták a DaimlerChrysler céggel közösen tulajdonolt leányvállalatnak.
A számtalan műszaki innováció ellenére, mint például az 1980-as évek végétől használt automata varrógép, vagy a ragasztó felvitele permetezéssel, a kárpitos részleget mind a mai napig a kézművesmunka jellemzi. Ezt jól tükrözi az alkalmazottak számának alakulása, amely az 1950-es évek közepétől napjainkig 60 főről 250 főre növekedett.

### Összeszerelés
Az 1950-es években a Porsche 356 karosszériáját a Reutter gyárban állították össze és fényezték, majd azt az ablakokkal és a belső berendezésekkel együtt adták át. Ezt követően a Porsche elvégezte a motor és a futómű beépítését. 1964-ben a Porsche megvásárolta a Reutter karosszériaüzemét. Ezzel a Porschénak először került a tulajdonába egy teljes, önálló autógyár.
1969-ben az autó összeszerelés átköltözött a Schwieberdinger utcában található, újonnan épített, többemeletes épületbe. Ekkoriban a belső szerelvények beszerelését a második emeleten, míg a motor beépítését és a futómű rögzítését az első emeleten végezték el.
1979-ben, a Porsche 928 gyártásánál működésbe állt a második gyártószalag.
Ez volt az első alkalom, amikor a futómű beépítésénél függesztőrendszert használtak, amit azután rövid idővel később a Porsche 911 összeszerelésénél is átvettek. Az 1980-as évek elején, a Porsche a második emeleten a görgőlábas targoncák használatára váltott át. Az összeszerelést továbbra is álló autónál végezték, de az egyes ciklusok végén az autók az adott gyártási műveleten belül automatikusan továbbmozogtak. Ezzel párhuzamosan a Porschénál tovább fejlődött a gyártási technológia, ennek megfelelően a Boxster és 911 modelleket napjainkban együtt, egy modell-mix rendszerben, folyamatosan haladó szerelőszalagon szerelik össze.
1987 óta a korábban a főüzemben hegesztett karosszériákat egy hídon keresztül az újonnan épített karosszériaüzemből a fényezőműhelybe, majd onnan a szerelőcsarnokba viszik át.

## Porsche Design
A Porsche Design márka a luxus, a minőség és az innováció szinonimájává vált az évtizedek során. Alapítója, Ferdinand Alexander Porsche, a híres német autógyártó örököse, 1972-ben indította el ezt a különleges vonalat, amely nemcsak az autóiparban, hanem a divat, a technológia és az életstílus területén is kiemelkedő szerepet játszik. A Porsche Design termékpalettája rendkívül széleskörű. Az autók mellett megtalálhatók itt órák, bőráruk, elektronikai kiegészítők és lakberendezési tárgyak is. Mindezeket az elegancia és a funkcionalitás jegyében tervezték meg.

## Porsche logó
A Porsche nem csupán egy autómárka, hanem a mérnöki precizitás és a sportos dizájn szimbóluma. A márka logója különleges jelentőséggel bír, hiszen a Weimari Németország Württemberg Szabad Népi Államának címeréből származik. 
A Porsche logó középpontjában Stuttgart heraldikai szimbóluma áll. Stuttgart, mint Württemberg fővárosa, mindig is kulcsszerepet játszott a régió történetében. A logó nemcsak a márka nevét ("Porsche") és Stuttgart város nevét tartalmazza, hanem egy különleges vizuális identitást is teremt. Érdekes megjegyezni, hogy ez a heraldikai alkotás eltér a hagyományos címerek formáitól, mivel általában nem szerepelnek rajtuk az armiger neve vagy lakóhelye. A Porsche logója tehát egyedülálló megoldást kínál, amely ötvözi a hagyományos heraldikát és a modern vállalati arculatot.
1952-ben egyesült Baden-Württemberg jelenlegi tartományába, amely az 1949-es nyugati Németország politikai konszolidációjának eredményeként jött létre. Ennek ellenére a régi Württemberg-i címerek dizájnja tovább él a Porsche logójában. Ferdinand Porsche, a cég alapítója 1951. január 30-án hunyt el, nem sokkal azelőtt, hogy megalakult Baden-Württemberg. A címer motívumai mélyen tükrözik Stuttgart történelmét és kulturális örökségét. 
A Porsche logójának dizájnja nemcsak esztétikai szempontból figyelemre méltó; szimbolizálja az autómárka értékeit is: minőség, teljesítmény és örökség. 
A logó jelentése tehát túlmutat pusztán egy egyszerű grafikai elemen; ez egy kapcsolat Stuttgart városával és Württemberg történetével. Az autómárka ezzel tiszteleg múltja előtt miközben folyamatosan új utakat keres a jövő felé.

## Kronológiai áttekintés

### Korai évek

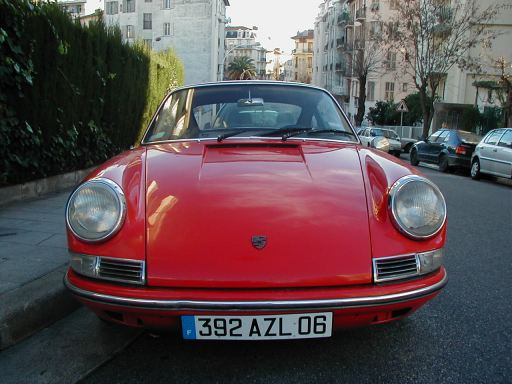
1960-as Porsche 912

#### 1900
Bemutatják a Lohner-Porsche elektromos meghajtású gépkocsit a párizsi világkiállításon. A fiatal mérnök és próbapilóta Ferdinand Porsche által tervezett, kerékagymotorokkal ellátott járművek világhírűvé tették a Porsche nevet.

#### 1928
Technikai igazgatóként és vezetőségi tagként a Daimler-nél, F. Porsche többek között kifejlesztette a legendás Mercedes SS és SSK kompresszoros sportautót.

#### 1931-1933
Ferdinand Porsche létrehozza a Porsche tervezőirodát Stuttgartban. Ezzel letette a mai Dr.Ing.h.c.F.Porsche RT-nek az alapkövét.
Később az NSU' megbízásából létrejön a Volkswagen előhírnökének tekintett 32-es típus.

#### 1936-1938
1936 tavaszán megkezdődnek a próbautak az első VW prototípusokkal.
1938-ban Ferdinand Porsche vezetése alatt felépítik Wolfsburgban az első gyártócsarnokokat a Volkswagen számára. A 60-as típus elérte végső formáját és megérett a sorozatgyártásra. A második világháború azonban megelőzi ennek a megvalósítását. A 60-as típus alapján megtervezik a nyitott terepjárót. Majd csak 1946-ban, a háború vége után kezdik el a Volkswagen sorozatgyártását.

#### 1947-1948
Ifj. Ferdinand (Ferry) Porsche irányítása alatt megszületik Gmündben, Ausztriában egy Grand-Prix versenyautó a Cisitalia számára. 1944-ben kiköltöztették Stuttgartból a tervezőirodát.
1948-ban Ferry Porsche irányításával megvalósítanak egy Volkswagen alkatrészek alapján tervezett sportkocsit: a 356-os modellt.

### 1950-es évek

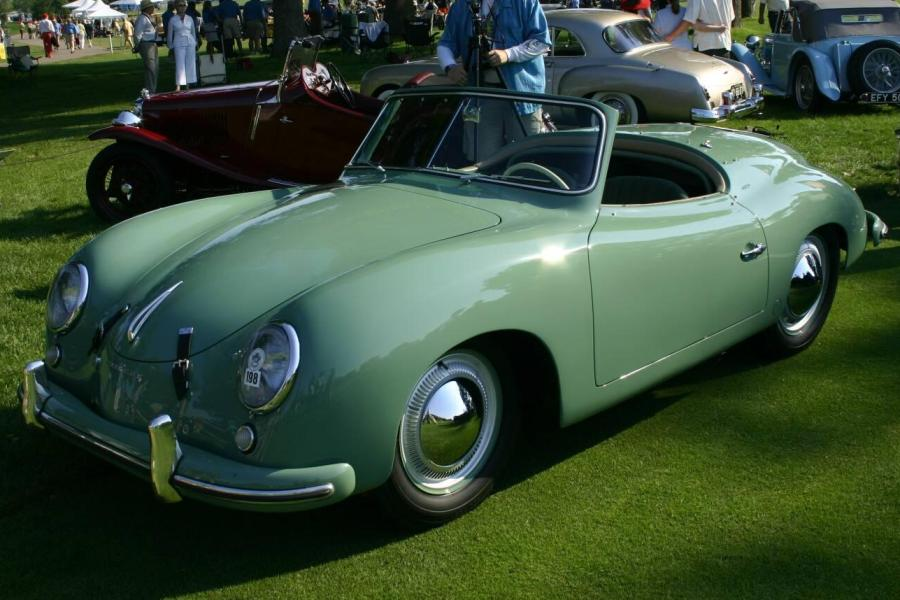
1953-as Porsche 356 American Roadster

#### 1950-53
Új fejezet kezdődik a Porsche történetében. A Reuter autóváz-gyártó műhelye által kiadott helyiségeket berendezik a gyártáshoz szükséges gépekkel. A Porsche önálló gépjárműgyárrá növi ki magát.
1951-ben idősebb Ferdinand Porsche professzor 75. életévében meghal.
Ugyanebben az évben szerzi meg első nemzetközi versenygyőzelmét a 356-os Porsche: az 1100 cm³-ig terjedő kategóriában a Le Mans-i 24 órás versenyen való győzelmével.

#### 1953-56
A „Fuhrmann-motorok” bemutatása az 550-es Spyder Porsché-hoz:
1,5 liter négyhengeres, négy vezérműtengelyes, 110 LE.
Az 550-es Spyder Porsche bemutatása után két évre, a társaság 25. évfordulóján a 10 000. számú 356-os Porsche is elhagyta a gyár kapuját. Eddig a pillanatig már 400 versenyen szerzett győzelmet mondhat magáénak a Porsche.

#### 1958
Tíz évvel a 356-os bemutatója után már több mint 25 000 gépkocsi hagyta el a gyár kapuját. Az 1965-ig előrebecsült adatok szerint, ha a gyártás ilyen ütemben halad, akkor ez a szám akár a 77 361-et is elérheti.

### 1960-as évek

#### 1961-64

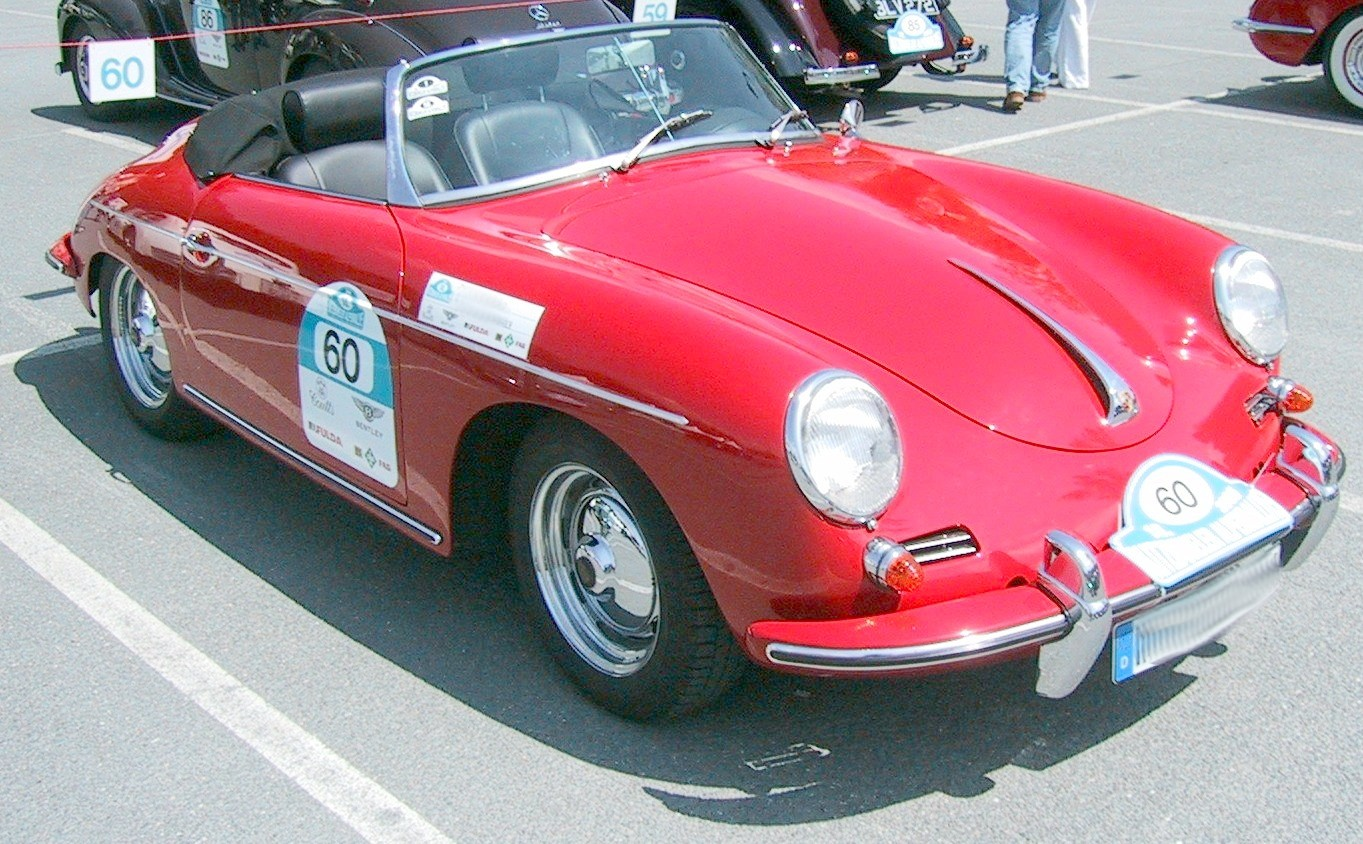
Porsche 356 B Roadster 1959

A hátul zárt, ajtókkal ellátott autóval megkezdődik a kivitelezése egy új, hathengeres motorral felszerelt Porschénak. Az autó karosszériatervezője Ferdinand Alexander Porsche, Ferry Porsche fia.
Két évvel később mutatták be először a 911-es Porschét a frankfurti IAA-n (Nemzetközi Autókiállításon). A léghűtéses boxer farmotor alapelképzelést 1997-ig használják.
1964-ben elkezdik gyártani a 911-es Porschét.

### 1970-es évek

#### 1970-77
Az előző évben, a nyilvánosság előtt először Genfben bemutatott 917-es Porsche (4,5 literes, 12 hengeres boxermotorral) világszerte teljes győzelmet mondhat a magáénak, nem hagyva ki egyetlen versenyen való részvételt sem. Végül a Márka Világbajnokaként és a Hosszútáv Világbajnokaként zárja az évet az 1970-es évet.
Ferry Porsche felügyelőtanácsi elnöklete alatt a Porschét részvénytársasággá alakítják át.
A turbómotoros autók korszakát a Porsche 911-es indította el, mikor 1974-ben bemutatták az új típust.
A Porsche 924-es az első orrmotoros, transaxle Porsche (elöl van a motor, hátul a nyomatékáltó- és a kiegyenlítőmű). Nem sokkal a 924-es után érkezett a 928-as V8-as, könnyűfémből készült motorral. Napjainkig az egyetlen sportautó, amelyet „Az Év Autójá”-nak választottak meg.

### 1980-as évek

#### 1982-89

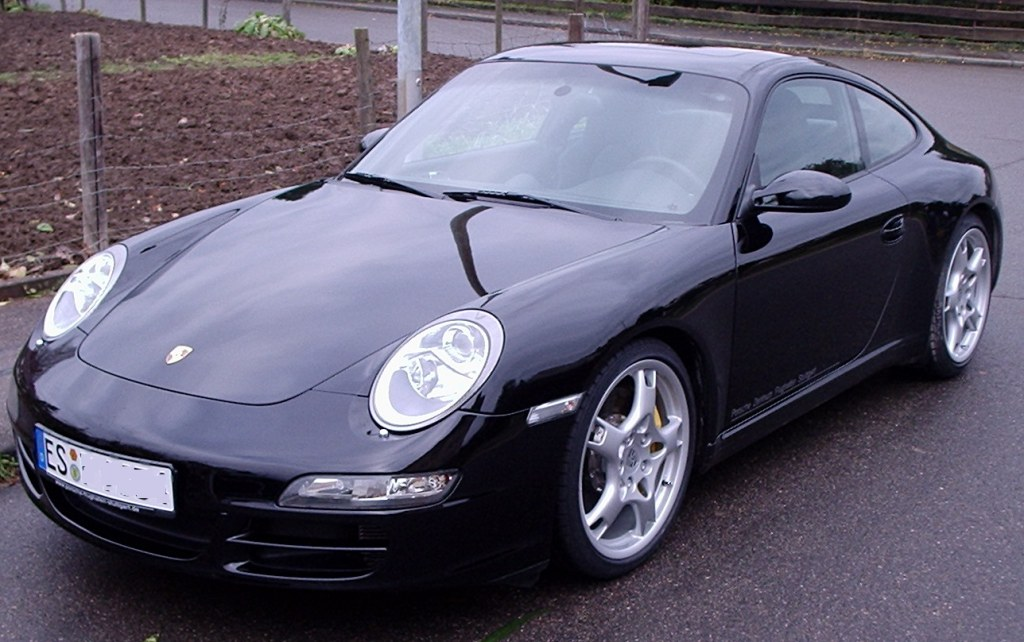
2005 Porsche 911 Carrera S

Ebben az évtizedben adták ki minden idők legsikeresebb versenyautójának, a 956-os Porschét.
Nem sokkal később megjelent az új 911-es Carrera bemutatója.

### 1990-es évek
A '90-es évek elején a Porsche csőd közeli állapotba került. Mivel a gyár híresen jó kárpitokat készített, és szép belsőket tervezett, a Mercedes-Benz megbízta, hogy a G osztály belsejét ők tervezzék, és készítsék. Ettől a pillanattól kezdve alkalmaznak a G osztályokban átdolgozott E osztály belsőteret.

#### 1993-97
Az első Boxster-tervrajz bemutatója a detroiti autószalonban.
A szintén új 911-es Carrera bemutatója az IAA Nemzetközi Autókiállításon.
Bemutatják az új, biturbó motorral szerelt 911-es turbo modellt, mint első, sorozatban gyártott gépkocsit kínálják OBD II-vel, üreges küllős kerekekkel (Porsche-szabadalom).
Két évvel a biturbós 911-es után piacra dobják a három és fél évig tartó fejlesztés után az új, középmotoros Roadster típusból kidolgozott Porsche Boxstert.

## A Porsche AG elnökei 1972 óta
| Név                | Időtartam   |
| ------------------ | ----------- |
| Ernst Fuhrmann     | 1972-1980   |
| Peter W. Schutz    | 1981-1987   |
| Heinz Branitzki    | 1988-1990   |
| Arno Bohn          | 1990-1993   |
| Wendelin Wiedeking | 1993-2009   |
| Michael Macht      | 2009 – 2010 |
| Matthias Müller    | 2010 – 2015 |
| Oliver Blume       | 2015 -      |

## Autóversenyzés

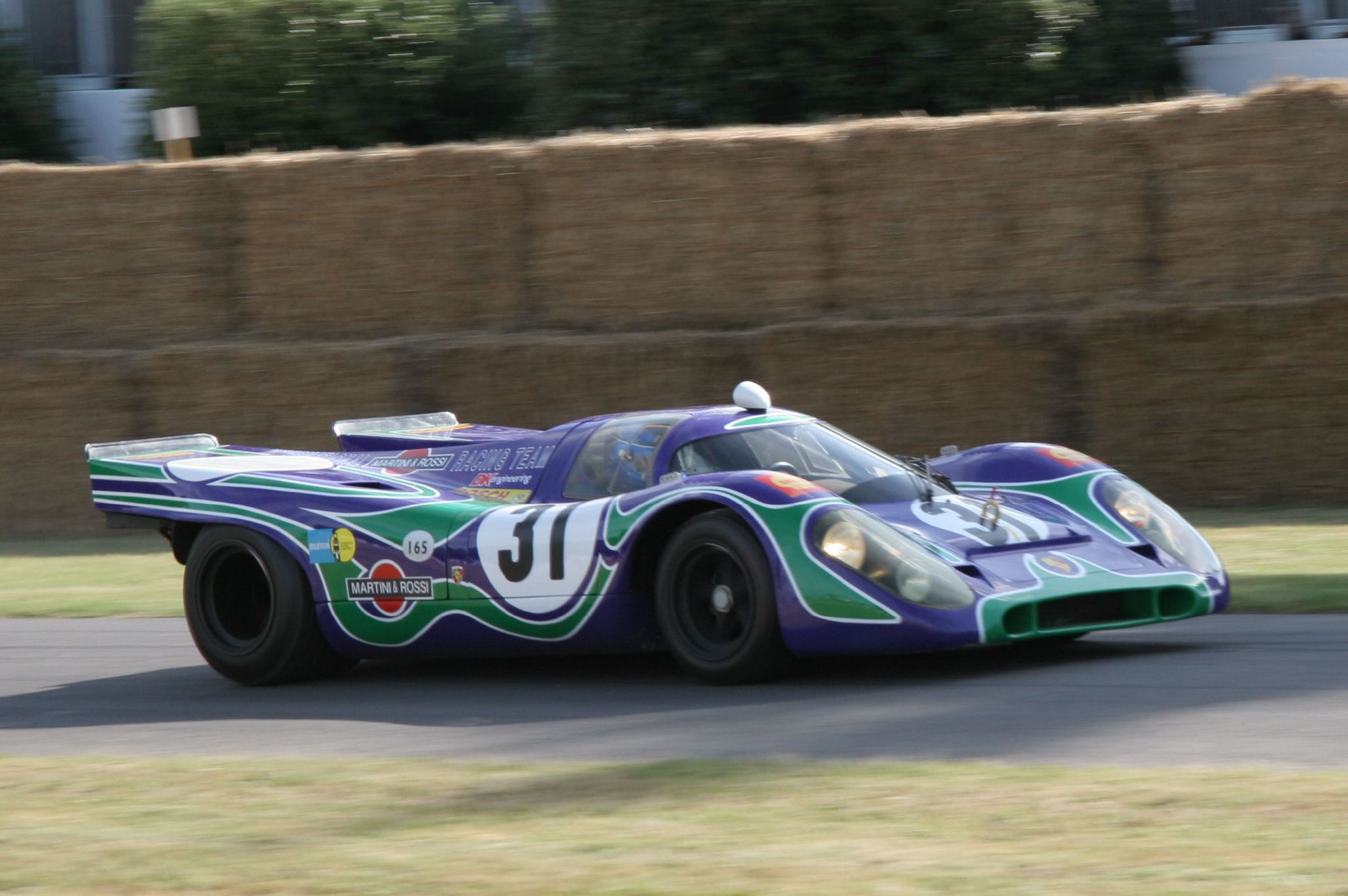
Porsche 917K

A Porsche az egyik legsikeresebb versenyautó-gyártó cég egyike. 2006-ban a Porsche 195 versenyautót épített.

## Modellek

### Traktorok
- Porsche-Diesel Motorenbau

### Sportkocsik

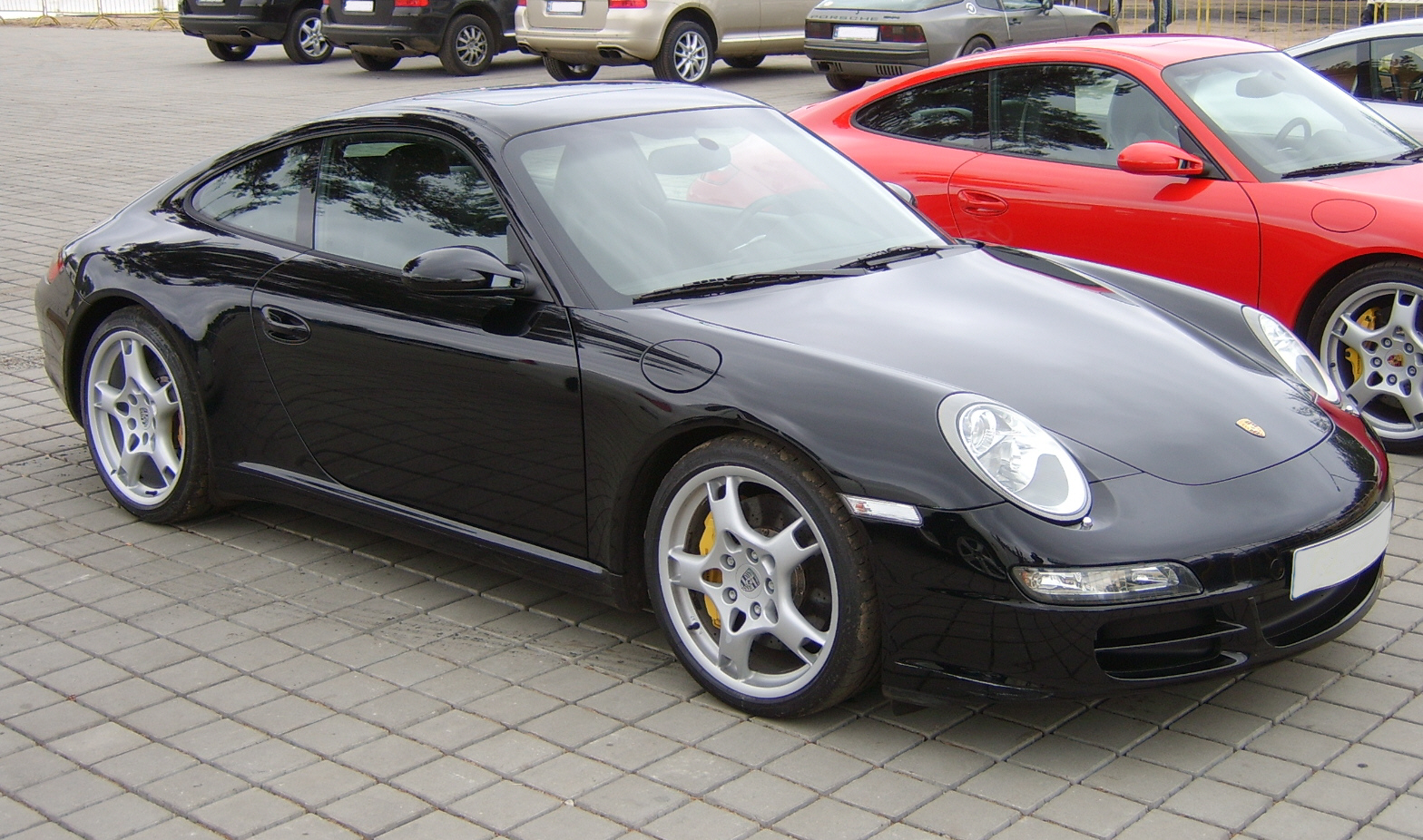
997-es Porsche 911-es

- 64
- 360 Cisitalia
- 550 Spyder
- 718
- 787
- 804
- 904
- 906
- 907
- 908
- 909 Bergspyder
- 910
- 911
- 912
- 914
- 917
- 924
- 934
- 935
- 936
- 944
- 956
- 959
- 961
- 962
- 997
- Boxster
- Cayman
- Porsche-March 89P
- WSC-95/LMP1-98
- LMP2000
- Carrera GT
- 918 Spyder

### Prototípusok
- Porsche 114
- Porsche 356/1
- Porsche 695
- Porsche 901
- Porsche 916
- Porsche 959 Prototype
- Porsche 942
- Porsche 969
- Porsche Panamericana
- Porsche 989
- Porsche Varrera
- Porsche Boxster Concept
- Porsche Carrera GT Concept
- Porsche E2
- Porsche Martel design

## Műszaki adatok

### 1948-tól 1973-ig
| Modell (év)              | Típus                       | Max. sebesség  | Teljesítmény kW (PS)              | Nyomaték            | Tömeg   | Egyéb     |
| 356-os modell            |                             |                |                                   |                     |         |           |
| 356 (1948/1951)          | 356 / 356 1100              | 140 km/h       | 29 kW (40 LE)                     | 70 Nm @ 2800 1/min  | 810 kg  |           |
| 356 (1951)               | 356 1300                    | 145 km/h       | 32 kW (44 LE)                     | 81 Nm @ 2500 1/min  | 810 kg  |           |
| 356 (1954)               | 356 1300 S                  | 160 km/h       | 44 kW (60 LE)                     |                     | 810 kg  |           |
| 356 (1952/1953)          | 356 1500                    | 160 / 155 km/h | 44 kW (60 LE) / 40 kW (55 LE)     | 106 Nm @ 2800 1/min | 810 kg  |           |
| 356 (1952)               | 356 America Roadster        | 175 km/h       | 51 kW (70 LE)                     | 108 Nm @ 3600 1/min | 750 kg  |           |
| 356 (1953)               | 356 1500 S                  | 170 km/h       | 51 kW (70 LE)                     | 108 Nm @ 3600 1/min | 810 kg  |           |
| 356-os modell (A-Modell) |                             |                |                                   |                     |         |           |
| 356 (1956)               | 356 1300                    | 145 km/h       | 32 kW (44 LE)                     | 81 Nm @ 2500 1/min  | 885 kg  |           |
| 356 (1956)               | 356 1300 S                  | 160 km/h       | 44 kW (60 LE)                     |                     | 885 kg  |           |
| 356 (1956)               | 356 1500 GS Carrera         | 200 km/h       | 74 kW (100 LE)                    |                     | 810 kg  |           |
| 356 (1957)               | 356 1500 GS Carrera GT      | 200 km/h       | 81 kW (110 LE)                    | 124 Nm @ 5200 1/min | 885 kg  |           |
| 356 (1956)               | 356 1600                    | 160 km/h       | 44 kW (60 LE)                     | 110 Nm @ 2800 1/min | 885 kg  |           |
| 356 (1956)               | 356 1600 S                  | 175 km/h       | 55 kW (75 LE)                     | 117 Nm @ 3700 1/min | 885 kg  |           |
| 356 (1959)               | 356 1600 GS Carrera de Luxe | 200 km/h       | 77 kW (105 LE)                    | 121 Nm @ 5000 1/min | 885 kg  |           |
| 356 (1959)               | 356 1600 GS Carrera GT      | 200 km/h       | 85 kW (115 LE)                    |                     | 885 kg  |           |
| 356-os modell (B-Modell) |                             |                |                                   |                     |         |           |
| 356 (1960)               | 356 1600                    | 160 km/h       | 44 kW (60 LE)                     | 110 Nm @ 2800 1/min | 935 kg  |           |
| 356 (1960)               | 356 Super 75                | 175 km/h       | 55 kW (75 LE)                     | 117 Nm @ 3700 1/min | 935 kg  |           |
| 356 (1960)               | 356 Super 90                | 185 km/h       | 66 kW (90 LE)                     | 121 Nm @ 5000 1/min | 935 kg  |           |
| 356 (1960)               | 356 1600 GS Carrera GT      | 200 km/h       | 85 kW (115 LE)                    |                     | 935 kg  |           |
| 356 (1962)               | 356 Carrera 2               | 200 km/h       | 96 kW (130 LE)                    | 162 Nm @ 4600 1/min | 1010 kg | 26 700 DM |
| 356-os modell (C-Modell) |                             |                |                                   |                     |         |           |
| 356 (1963)               | 356 1600 C                  | 175 km/h       | 55 kW (75 LE)                     | 123 Nm @ 3600 1/min | 935 kg  |           |
| 356 (1963)               | 356 1600 SC                 | 185 km/h       | 70 kW (95 LE)                     | 124 Nm @ 4200 1/min | 935 kg  |           |
| 356 (1963)               | 356 Carrera 2               | 200 km/h       | 96 kW (130 LE)                    | 162 Nm @ 4600 1/min | 1010 kg | 26 700 DM |
| 911                      |                             |                |                                   |                     |         |           |
| 911 (1963/1966)          | 911 / 911 L                 | 210 km/h       | 96 kW (130 LE)                    | 174 Nm @ 4200 1/min | 1080 kg |           |
| 911 (1967)               | 911 T                       | 205 km/h       | 81 kW (110 LE)                    | 157 Nm @ 4200 1/min | 1080 kg |           |
| 911 (1968)               | 911 E                       | 215 km/h       | 103 kW (140 LE)                   | 175 Nm @ 4500 1/min | 1080 kg |           |
| 911 (1966/1968)          | 911 S                       | 225 km/h       | 118 kW (160 LE) / 125 kW (170 LE) | 182 Nm @ 5500 1/min | 1030 kg |           |
| 911 (1969)               | 911 T 2.2                   | 205 km/h       | 192 kW (125 LE)                   | 176 Nm @ 4200 1/min | 1110 kg |           |
| 911 (1969)               | 911 E 2.2                   | 215 km/h       | 114 kW (155 LE)                   | 191 Nm @ 4500 1/min | 1110 kg |           |
| 911 (1969)               | 911 S 2.2                   | 225 km/h       | 132 kW (180 LE)                   | 199 Nm @ 5200 1/min | 1110 kg |           |
| 911 (1971)               | 911 T 2.4                   | 205 km/h       | 96 kW (130 LE)                    | 196 Nm @ 4000 1/min | 1050 kg |           |
| 911 (1971)               | 911 E 2.4                   | 220 km/h       | 121 kW (165 LE)                   | 206 Nm @ 4500 1/min | 1075 kg |           |
| 911 (1971)               | 911 S 2.4                   | 230 km/h       | 140 kW (190 LE)                   | 216 Nm @ 5200 1/min | 1075 kg |           |
| 914                      |                             |                |                                   |                     |         |           |
| 914 (1969)               | 914/4                       | 177 km/h       | 59 kW (80 LE)                     | 136 Nm @ 2700 1/min | 940 kg  |           |
| 914 (1969)               | 914/6                       | 207 km/h       | 81 kW (110 LE)                    | 160 Nm @ 4200 1/min | 985 kg  |           |
| 914 (1973)               | 914 1.7                     | 177 km/h       | 59 kW (80 LE)                     | 136 Nm @ 2700 1/min | 940 kg  |           |
| 914 (1974)               | 914 1.8                     | 178 km/h       | 63 kW (85 LE)                     |                     | 950 kg  |           |
| 914 (1973)               | 914 2.0                     | 190 km/h       | 74 kW (100 LE)                    |                     | 950 kg  |           |

### 1974-től 1996-ig
| Modell (év)        | Típus                                 | Max. sebesség  | Teljesítmény kW (PS)              | Nyomaték                                  | Tömeg                            | Egyéb                       |
| 911                |                                       |                |                                   |                                           |                                  |                             |
| 911 (1974)         | 911 Coupé/Targa                       | 210 km/h       | 110 kW (150 LE)                   | 235 Nm @ 3800 1/min                       | 1075 kg                          | 26 980 / 28 980 DM          |
| 911 (1973)         | 911 S Coupé/Targa                     | 225 km/h       | 129 kW (175 LE)                   | 235 Nm @ 4000 1/min                       | 1075 kg                          |                             |
| 911 (1975)         | 911 Coupé/Targa                       | 215 km/h       | 121 kW (165 LE)                   | 235 Nm @ 4000 1/min                       | 1120 kg                          |                             |
| 911 (1977/1979)    | 911 SC Coupé/Targa                    | 225 km/h       | 132 kW (180 LE) / 138 kW (188 LE) | 265 Nm @ 4200 1/min                       | 1160 / 1190 kg                   |                             |
| 911 (1980)         | 911 SC Coupé/Targa/Cabriolet          | 235 km/h       | 150 kW (204 LE)                   | 267 Nm @ 4300 1/min                       | 1180 / 1210 / 1210 kg            |                             |
| 911 (Carrera)      |                                       |                |                                   |                                           |                                  |                             |
| 911 (1973)         | 911 Carrera 2.7 Coupé/Targa           | 240 km/h       | 154 kW (210 LE)                   | 255 Nm @ 5100 1/min                       | 1085 kg                          |                             |
| 911 (1973)         | 911 Carrera RS 3.0                    | 240 km/h       | 169 kW (230 LE)                   | 274 Nm @ 5000 1/min                       | 1060 kg                          |                             |
| 911 (1975)         | 911 Carrera 3.0 Coupé/Targa           | 235 km/h       | 147 kW (200 LE)                   | 255 Nm @ 4200 1/min                       | 1120 kg                          |                             |
| 911 (1983)         | 911 Carrera 3.2 Coupé/Targa/Cabriolet | 245 km/h       | 170 kW (231 LE)                   | 284 Nm @ 4800 1/min                       | 1210 kg                          | 80 500 / 84 600 / 90 800 DM |
| 911 mit KAT (1986) | 911 Carrera 3.2 Coupé/Targa/Cabriolet | 240 km/h       | 160 kW (217 LE)                   | 265 Nm @ 4800 1/min                       | 1210 kg                          |                             |
| 964 (1989)         | 911 Carrera 2 Coupé/Targa/Cabriolet   | 260 km/h       | 184 kW (250 LE)                   | 310 Nm @ 4800 1/min                       | 1350 kg                          |                             |
| 964 (1988)         | 911 Carrera 4 Coupé/Targa/Cabriolet   | 260 km/h       | 184 kW (250 LE)                   | 310 Nm @ 4800 1/min                       | 1450 kg                          |                             |
| 964 (1992)         | 911 Carrera RS                        | 260 km/h       | 191 kW (260 LE)                   | 325 Nm @ 4800 1/min                       | 1220 kg                          |                             |
| 964 (1993)         | 911 Carrera RS 3.8                    | 271 km/h       | 221 kW (300 LE)                   | 360 Nm @ 5250 1/min                       | 1249 kg                          |                             |
| 993 (1993/1995)    | 911 Carrera Coupé/Targa/Cabriolet     | 270 / 275 km/h | 200 kW (272 LE) / 210 kW (285 LE) | 330 Nm @ 5000 1/min / 340 Nm @ 5250 1/min | 1400 kg                          |                             |
| 993 (1994/1995)    | 911 Carrera 4 Coupé/Cabriolet         | 270 / 275 km/h | 200 kW (272 LE) / 210 kW (285 LE) | 330 Nm @ 5000 1/min / 340 Nm @ 5250 1/min | 1420 kg                          |                             |
| 993 (1995)         | 911 Carrera S                         | 270 km/h       | 210 kW (285 LE)                   | 340 Nm @ 5250 1/min                       | 1470 kg                          |                             |
| 993 (1995)         | 911 Carrera 4S                        | 270 km/h       | 210 kW (285 LE)                   | 340 Nm @ 5250 1/min                       | 1470 kg                          |                             |
| 993 (1994)         | 911 Carrera RS                        | 277 km/h       | 221 kW (300 LE)                   | 355 Nm @ 5400 1/min                       | 1270 kg                          |                             |
| 911 (Turbo)        |                                       |                |                                   |                                           |                                  |                             |
| 930 (1974/1978)    | 911 Turbo Coupé/Targa/Cabriolet       | 250 / 260 km/h | 191 kW (260 LE) / 221 kW (300 LE) | 343 Nm @ 4000 1/min / 430 Nm @ 4000 1/min | 1195 / 1300 kg, 1986-tól 1335 kg |                             |
| 965 (1990)         | 911 Turbo                             | 270 km/h       | 235 kW (320 LE)                   | 450 Nm @ 4500 1/min                       | 1470 kg                          |                             |
| 965 (1992)         | 911 Turbo S                           | 290 km/h       | 280 kW (381 LE)                   | 490 Nm @ 4800 1/min                       | 1290 kg                          |                             |
| 965 (1993)         | 911 Turbo 3.6                         | 280 km/h       | 265 kW (360 LE)                   | 520 Nm @ 4200 1/min                       | 1470 kg                          |                             |
| 993 (1995)         | 911 Turbo                             | 290 km/h       | 300 kW (408 LE)                   | 540 Nm @ 4500 1/min                       | 1500 kg                          |                             |
| 993 (1995)         | 911 GT2                               | 295 km/h       | 316 kW (430 LE)                   | 540 Nm @ 4500 1/min                       | 1295 kg                          |                             |
| 924                |                                       |                |                                   |                                           |                                  |                             |
| 924 (1975/1980)    | 924                                   | 200 / 204 km/h | 92 kW (125 LE)                    | 165 Nm @ 3500 1/min                       | 1080 kg                          |                             |
| 931 (1979/1981)    | 924 Turbo                             | 225 / 230 km/h | 125 kW (170 LE) / 130 kW (177 LE) | 245 Nm @ 3500 1/min / 251 Nm @ 3500 1/min | 1180 kg                          |                             |
| 937 (1981)         | 924 Carrera GT                        | 240 km/h       | 154 kW (210 LE)                   | 280 Nm @ 3500 1/min                       | 1180 kg                          |                             |
| 924 (1986/1988)    | 924 S                                 | 215 / 220 km/h | 110 kW (150 LE) / 118 kW (160 LE) | 195 Nm @ 3000 1/min / 214 Nm @ 3000 1/min | 1190 kg                          |                             |
| 944                |                                       |                |                                   |                                           |                                  |                             |
| 944 (1982)         | 944                                   | 220 km/h       | 120 kW (163 LE)                   | 205 Nm @ 3000 1/min                       | 1180 kg                          |                             |
| 944 mit KAT (1985) | 944                                   | 220 km/h       | 110 kW (150 LE)                   | 205 Nm @ 3000 1/min                       | 1210 kg                          | 61 365 DM                   |
| 944 (1985)         | 944 Turbo                             | 245 km/h       | 162 kW (220 LE)                   | 330 Nm @ 3500 1/min                       | 1280 kg                          |                             |
| 944 (1987)         | 944 S                                 | 228 km/h       | 140 kW (190 LE)                   | 230 Nm @ 4300 1/min                       | 1280 kg                          |                             |
| 944 (1988/1989)    | 944                                   | 218 / 220 km/h | 118 kW (160 LE) / 121 kW (165 LE) | 210 Nm @ 4500 1/min / 225 Nm @ 4200 1/min | 1260 / 1290 kg                   | 63 300 DM                   |
| 944 (1988)         | 944 Turbo S                           | 260 km/h       | 184 kW (250 LE)                   | 350 Nm @ 4000 1/min                       | 1400 kg                          |                             |
| 944 (1989)         | 944 S2 Coupé/Cabriolet                | 240 km/h       | 155 kW (211 LE)                   | 280 Nm @ 4000 1/min                       | 1340 / 1390 kg                   | 84 555 / 96 760 DM          |
| 944 (1989)         | 944 Turbo Coupé/Cabriolet             | 260 km/h       | 184 kW (250 LE)                   | 350 Nm @ 4000 1/min                       | 1400 / 1450 kg                   | 97 175 DM /                 |
| 968                |                                       |                |                                   |                                           |                                  |                             |
| 968 (1992)         | 968 Coupé/Cabriolet                   | 252 km/h       | 176 kW (240 LE)                   | 305 Nm @ 4100 1/min                       | 1370 kg                          | 97 440 / 110 640 DM         |
| 968 (1993)         | 968 CS                                | 252 km/h       | 176 kW (240 LE)                   | 305 Nm @ 4100 1/min                       | 1320 kg                          | 79 300 DM                   |
| 968 (1993)         | 968 Turbo S Coupé/Cabriolet           | 280 km/h       | 224 kW (305 LE)                   | 500 Nm @ 3000 1/min                       | 1370 kg                          |                             |
| 928                |                                       |                |                                   |                                           |                                  |                             |
| 928 (1977)         | 928                                   | 230 km/h       | 176 kW (240 LE)                   | 350 Nm @ 3600 1/min                       | 1450 kg                          |                             |
| 928 (1980/1984)    | 928 S                                 | 250 / 255 km/h | 221 kW (300 LE) / 228 kW (310 LE) | 385 Nm @ 4500 1/min / 400 Nm @ 4100 1/min | 1450 kg, 1986-tól 1530 kg        |                             |
| 928 mit KAT (1986) | 928 S                                 | 250 km/h       | 212 kW (288 LE)                   | 400 Nm @ 4100 1/min                       | 1530 kg                          |                             |
| 928 (1987/1990)    | 928 S4 / 928 S4 Automatik             | 270 / 265 km/h | 235 kW (320 LE)                   | 430 Nm @ 3000 1/min                       | 1580 / 1600 kg                   | 134 865 / 151 880 DM        |
| 928 (1989)         | 928 GT                                | 275 km/h       | 243 kW (330 LE)                   | 430 Nm @ 4100 1/min                       | 1580 kg                          | 151 880 DM                  |
| 928 (1992)         | 928 GTS                               | 275 km/h       | 257 kW (350 LE)                   | 500 Nm @ 4250 1/min                       | 1620 kg                          | 164 600 DM                  |

### 1997-től
| Modell (év)       | Típus                           | Max. sebesség | Teljesítmény kW (PS) | Nyomaték                       | Tömeg          | Egyéb                        |
| 911 Carrera       |                                 |               |                      |                                |                |                              |
| 996 (1997)        | 911 Carrera Coupé/Cabriolet     | 275 km/h      | 221 kW (300 LE)      | 350 Nm @ 4600 1/min            | 1320 / 1365 kg | 74 504 / 84 480 euró         |
| 996 (1998)        | 911 Carrera 4 Coupé/Cabriolet   | 280 km/h      | 221 kW (300 LE)      | 350 Nm @ 4600 1/min            | 1375 / 1420 kg | 80 304 / 90 280 euró         |
| 996 (2001/2003)   | 911 Carrera 4S Coupé/Cabriolet  | 280 km/h      | 235 kW (320 LE)      | 370 Nm @ 4250 1/min            | 1495 / 1565 kg | 89 816 / 99 792 euró         |
| 996 (2001)        | 911 Targa                       | 285 km/h      | 235 kW (320 LE)      | 370 Nm @ 4250 1/min            | 1440 kg        | 82 276 euró                  |
| 997 (2004/2005)   | 911 Carrera Coupé/Cabriolet     | 285 km/h      | 239 kW (325 LE)      | 370 Nm @ 4250 1/min            | 1395 kg        | 76 741 / 86 949 euró         |
| 997 (2004/2005)   | 911 Carrera S Coupé/Cabriolet   | 293 km/h      | 261 kW (355 LE)      | 400 Nm @ 4600 1/min            | 1420 kg        | 86 949 / 97 157 euró         |
| 997 (2006)        | 911 Carrera 4 Coupé/Cabriolet   | 280 km/h      | 239 kW (325 LE)      | 370 Nm @ 4250 1/min            | 1450 kg        | 76 741 / 82 657 euró         |
| 997 (2006)        | 911 Carrera 4S Coupé/Cabriolet  | 288 km/h      | 261 kW (355 LE)      | 400 Nm @ 4600 1/min            | 1475 kg        | 86 949 / 92 865 euró         |
| 911 Turbo         |                                 |               |                      |                                |                |                              |
| 996 (2000/2003)   | 911 Turbo Coupé/Cabriolet       | 305 km/h      | 309 kW (420 LE)      | 560 Nm @ 2700–4600 1/min       | 1590 / 1660 kg | 128 676 / 138 652 euró       |
| 996 (2004)        | 911 Turbo S Coupé/Cabriolet     | 307 km/h      | 331 kW (450 LE)      | 620 Nm @ 2700–4600 1/min       | 1590 / 1660 kg | 142 248 / 152 224 euró       |
| 997 (2006)        | 911 Turbo                       | 310 km/h      | 353 kW (480 LE)      | 620 (680) Nm @ 1950–5000 1/min | 1585 kg        | 133 603 euró                 |
| 911 GT            |                                 |               |                      |                                |                |                              |
| 996 (1999/2003)   | 911 GT3                         | 306 km/h      | 280 kW (381 LE)      | 385 Nm @ 5000 1/min            | 1380 kg        | 102 112 euró                 |
| 996 (2003)        | 911 GT3 Cup                     |               | 287 kW (390 LE)      | 390 Nm @ 6300 1/min            | 1160 kg        |                              |
| 996 (2003)        | 911 GT2                         | 319 km/h      | 355 kW (483 LE)      | 640 Nm @ 3500–4500 1/min       | 1420 kg        | 184 674 euró                 |
| 997 (2006)        | 911 GT3                         | 310 km/h      | 305 kW (415 LE)      | 405 Nm @ 5500 1/min            | 1395 kg        | 108 083 euró                 |
| 997 (2005)        | 911 GT3 Cup                     |               | 294 kW (400 LE)      | 400 Nm @ 6500 1/min            | 1150 kg        |                              |
| 997 (2006)        | 911 GT3 RS                      | 310 km/h      | 305 kW (415 LE)      | 405 Nm @ 5500 1/min            | 1375 kg        | 133 012 euró                 |
| 997 (2007)        | 911 GT2                         | 329 km/h      | 390 kW (530 LE)      | 680 Nm @ 4500 1/min            | 1440 kg        | 189 496 euró                 |
| Boxster           |                                 |               |                      |                                |                |                              |
| 986 (1996)        | Boxster                         | 240 km/h      | 150 kW (204 LE)      | 245 Nm @ 4600 1/min            | 1250 kg        |                              |
| 986 (1999)        | Boxster                         | 250 km/h      | 162 kW (220 LE)      | 260 Nm @ 4750 1/min            | 1275 kg        |                              |
| 986 (2002)        | Boxster                         | 253 km/h      | 168 kW (228 LE)      | 260 Nm @ 4700 1/min            | 1275 kg        | 42 256 euró                  |
| 987 (2005)        | Boxster                         | 256 km/h      | 176 kW (240 LE)      | 270 Nm @ 4700 1/min            | 1370 kg        | 43 333 euró                  |
| 987 (2007)        | Boxster                         | 258 km/h      | 180 kW (245 LE)      | 273 Nm @ 4600-6000 1/min       | 1380 kg        | 45 071 euró                  |
| 986 (1999)        | Boxster S                       | 260 km/h      | 185 kW (252 LE)      | 310 Nm @ 4600 1/min            | 1320 kg        |                              |
| 986 (2002)        | Boxster S                       | 264 km/h      | 191 kW (260 LE)      | 310 Nm @ 4600 1/min            | 1320 kg        | 49 912 euró                  |
| 986 (2004)        | Boxster S "50 Jahre 550 Spyder" | 266 km/h      | 195 kW (266 LE)      | 310 Nm @ 4600 1/min            | 1320 kg        | 59 192 euró                  |
| 987 (2005)        | Boxster S                       | 268 km/h      | 206 kW (280 LE)      | 320 Nm @ 4700 1/min            | 1420 kg        | 52 265 euró                  |
| 987 (2007)        | Boxster S                       | 272 km/h      | 217 kW (295 LE)      | 340 Nm @ 4600-6000 1/min       | 1430 kg        | 54 472 euró                  |
| 987 (2007)        | Boxster RS 60 Spyder            | 274 km/h      | 223 kW (303 LE)      | 340 Nm @ 4400-6000 1/min       | 1430 kg        | 63 873 euró                  |
| Cayman            |                                 |               |                      |                                |                |                              |
| Cayman (2006)     | Cayman                          | 258 km/h      | 180 kW (245 LE)      | 273 Nm @ 4700 1/min            | 1300 kg        | 47 647 euró                  |
| Cayman (2005)     | Cayman S                        | 275 km/h      | 217 kW (295 LE)      | 340 Nm @ 4400 1/min            | 1340 kg        | 58 529 euró                  |
| Cayenne           |                                 |               |                      |                                |                |                              |
| Cayenne (2003)    | Cayenne                         | 214 km/h      | 184 kW (250 LE)      | 310 Nm @ 2500–5500 1/min       | 2160 kg        | 49 017 euró                  |
| Cayenne (2002)    | Cayenne S                       | 242 km/h      | 250 kW (340 LE)      | 420 Nm @ 2500–5500 1/min       | 2225 kg        | 63 285 euró                  |
| Cayenne (2002)    | Cayenne Turbo                   | 266 km/h      | 331 kW (450 LE)      | 620 Nm @ 2250–4750 1/min       | 2355 kg        | 101 913 euró                 |
| Cayenne (2004)    | Cayenne Turbo Kit               | 270 km/h      | 368 kW (500 LE)      | 700 Nm                         |                | 116 877 euró                 |
| Cayenne (2006)    | Cayenne Turbo S                 | 270 km/h      | 383 kW (521 LE)      | 720 Nm @ 2750–3750 1/min       | 2355 kg        | 117 573 euró                 |
| Cayenne (2007)    | Cayenne                         | 227 km/h      | 213 kW (290 LE)      | 385 Nm @ 3000 1/min            | 2160 kg        | 51 735 euró                  |
| Cayenne (2007)    | Cayenne S                       | 252 km/h      | 283 kW (385 LE)      | 500 Nm @ 3500 1/min            | 2225 kg        | 66 610 euró                  |
| Cayenne (2007)    | Cayenne GTS                     | 253 km/h      | 298 kW (405 LE)      | 500 Nm @ 3500 1/min            | 2225 kg        | 76 725 euró                  |
| Cayenne (2007)    | Cayenne Turbo                   | 272 km/h      | 368 kW (500 LE)      | 700 Nm @ 2250–4500 1/min       | 2355 kg        | 108 617 euró                 |
| Carrera GT        |                                 |               |                      |                                |                |                              |
| Carrera GT (2003) | Carrera GT                      | 334 km/h      | 450 kW (612 LE)      | 590 Nm @ 5750 1/min            | 1380 kg        | 2006 márciusától nem kapható |